# Olympische Sommerspiele 1904/Leichtathletik – Kugelstoßen (Männer)
Das Kugelstoßen der Männer bei den Olympischen Spielen 1904 in St. Louis wurde am 31. August 1904 im Francis Field entschieden. Den Teilnehmern standen zunächst drei Versuche zur Verfügung, den besten Kugelstoßern dann weitere drei.
Die US-Athleten sorgten auch in diesem Wettbewerb für einen Dreifacherfolg für ihr Land. Olympiasieger wurde Ralph Rose, der einen neuen Weltrekord aufstellte. Silber gewann Wesley Coe, Bronze ging an Lawrence Feuerbach.

## Rekorde
Die damals bestehenden Weltrekorde waren noch inoffiziell.
| Weltrekord         | 14,75 m | George Gray     | Kanada | 1898                                 |
| Olympischer Rekord | 14,10 m | Richard Sheldon | USA    | Finale OS Paris (FRA), 15. Juli 1900 |

Anmerkung:
Es sind verschiedentlich andere Angaben zum Weltrekord zu finden. Das ist vermutlich – ähnlich wie beim Dreisprung – in der Frage zur Regelauslegung begründet, die in den Anfangsjahren der Leichtathletik für das Kugelstoßen noch nicht so eindeutig war wie heute, erstmals stringent eingeführt bei den Spielen hier in St. Louis. Vorher wurde aus unterschiedlich beschaffenen Ringen oder Quadraten gestoßen, außerdem wurde im technischen Bereich noch nicht so sehr darauf geachtet, ob tatsächlich gestoßen oder eventuell geworfen wurde.
Folgende Rekorde wurden im Kugelstoßen bei diesen Olympischen Spielen gebrochen oder eingestellt:
| OR | 14,325 m | Ralph Rose | USA | 31. August |
| OR | 14,35 m  | Ralph Rose | USA | 31. August |
| OR | 14,40 m  | Wesley Coe | USA | 31. August |
| WR | 14,81 m  | Ralph Rose | USA | 31. August |

## Ergebnis
| Platz | Athlet              | Land | Weite (m) |
| ----- | ------------------- | ---- | --------- |
| 1     | Ralph Rose          | USA  | 14,81 WR  |
| 2     | Wesley Coe          | USA  | 14,40000  |
| 3     | Lawrence Feuerbach  | USA  | 13,37000  |
| 4     | Martin Sheridan     | USA  | 12,39000  |
| 5     | Charles Chadwick    | USA  | k. A.000  |
| 6     | Albert Johnson      | USA  | k. A.000  |
| 7     | John Guiney         | USA  | k. A.000  |
| DSQ   | Nikolaos Georgandas | GRE  |           |

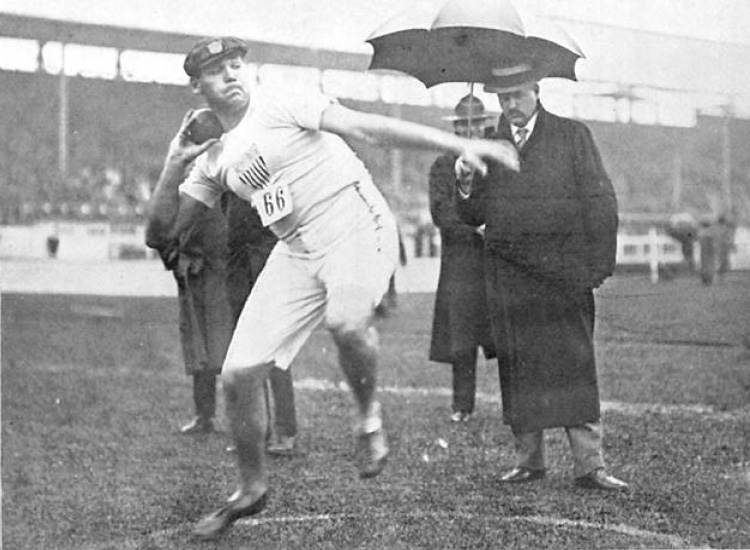
Olympiasieger Ralph Rose, auch bei den folgenden Spielen noch sehr erfolgreich

Erstmals bei Olympischen Spielen wurde dieser Wettbewerb nach den heute gültigen Regeln durchgeführt. Es wurde aus einem Kreis mit einem Durchmesser von 2,13 m gestoßen, außerdem wurde durchgängig darauf geachtet, dass die Sportler tatsächlich einen Stoß ausführen und keinen Wurf. Dies führte folgerichtig auch zur Disqualifikation des Griechen Nikolaos Georgandas nach drei Durchgängen. Seine beiden ersten Versuche waren geworfen statt gestoßen, der dritte war ungültig wegen Übertretens. Im Diskuswurf lief es dann besser für ihn, er gewann die Bronzemedaille.
Im Verlaufe des Wettkampfs wurde der olympische Rekord mehrmals verbessert, es entwickelte sich ein spannender und hochklassiger Zweikampf zwischen zwei schwergewichtigen Athleten. Im ersten Versuch erreichte Ralph Rose 14,325 m und verbesserte sich im vierten Durchgang auf 14,35 m. In der gleichen Runde übernahm Wesley Coe mit 14,40 m die Führung, ehe Rose im vorletzten Versuch einen neuen Weltrekord aufstellte und den Wettbewerb gewann. Die nächstfolgenden Kugelstoßer lagen um mehr als einen Meter zurück. Lawrence Feuerbach gewann die Bronzemedaille vor Martin Sheridan, dem Sieger des drei Tage später ausgetragenen Diskuswurfs. Für Sheridan sind in drei Quellen übereinstimmend 12,39 m als Weite notiert. Die IOC-Seite gibt abweichend davon 12,80 m an. Bei zur Megede sind nur die ersten Sechs aufgelistet, wobei der Autor vorher die Disqualifikation des in seiner Ergebnisübersicht fehlenden Georgandas benennt.

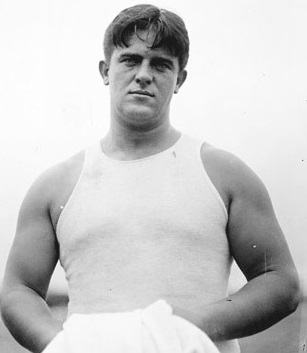
Der Olympiazweite Wesley Coe
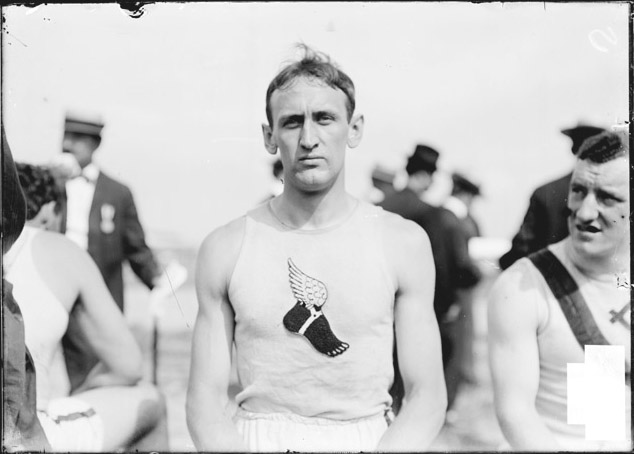
Bronzemedaillengewinner Lawrence Feuerbach
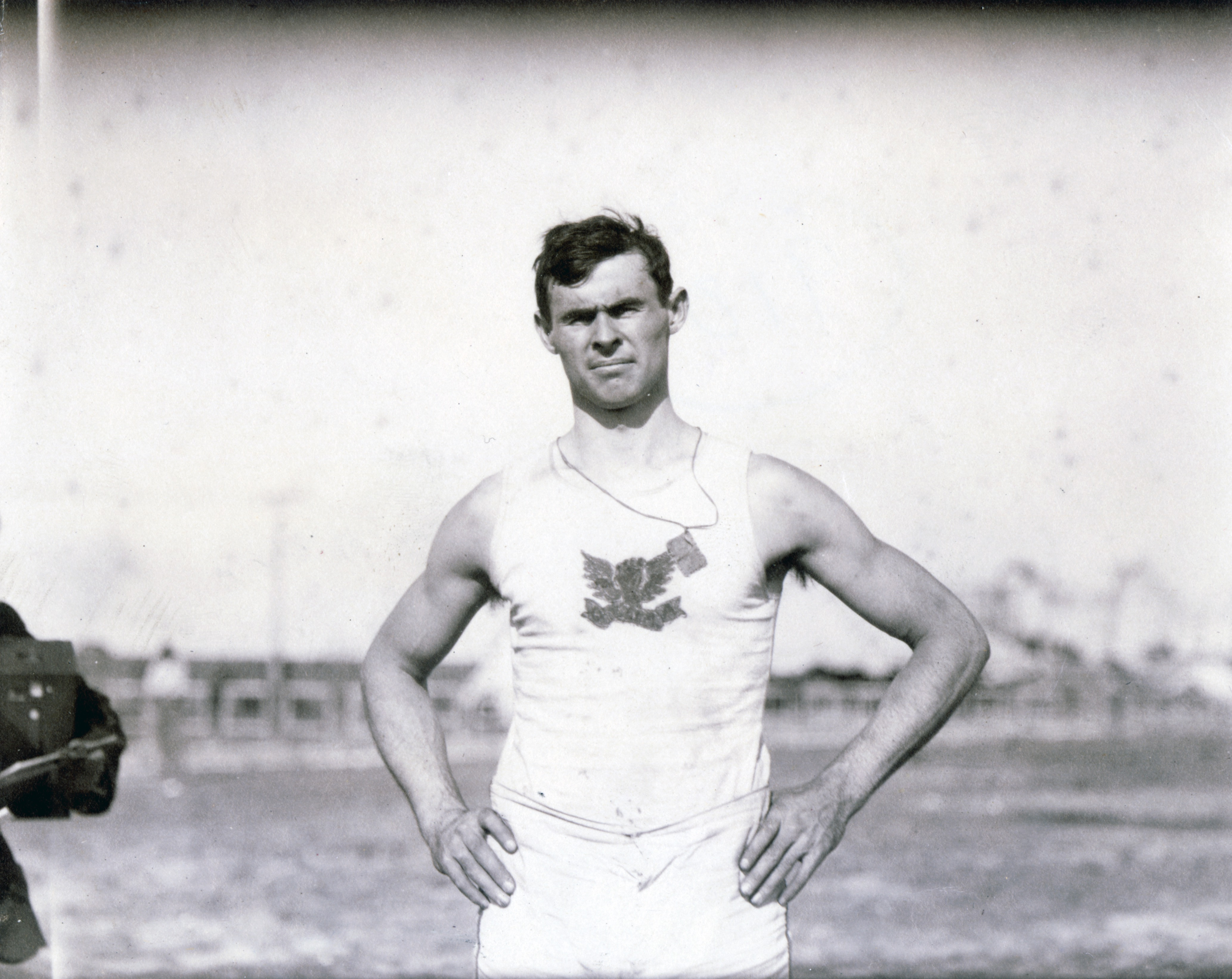
Martin Sheridan, Vierter im Kugelstoßen, Olympiasieger im Diskuswurf

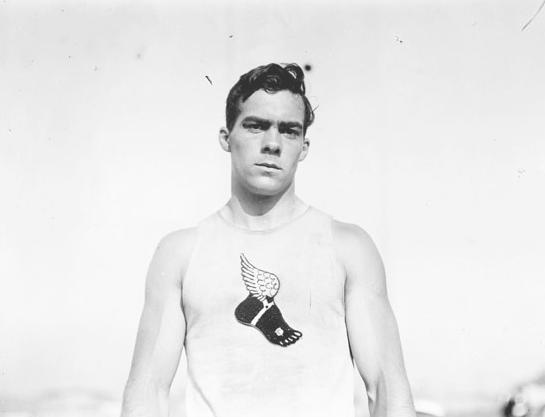
Charles Chadwick belegte Rang fünf, zuvor war er Vierter im Hammerwurf
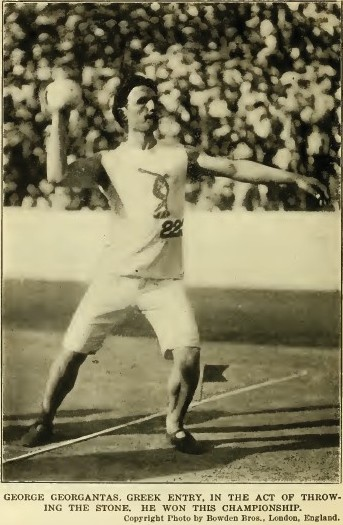
Nikolaos Georgandas, im Kugelstoßen wegen seiner unerlaubten Technik disqualifiziert, im Diskuswurf dann Bronzemedaillengewinner